# Atlas Weyhausen
Die Atlas Weyhausen GmbH ist ein mittelständischer deutscher Baumaschinenhersteller mit Sitz in Wildeshausen. Das Unternehmen produziert unter dem Markennamen Weycor Radlader und Walzen in verschiedenen Gewichts- und Leistungsklassen. Im Jahr 2014 waren 216 Mitarbeiter in Deutschland und weitere 200 Arbeitnehmer bei der hundertprozentigen Tochter Kapos Atlas Kft. in Ungarn beschäftigt.
Nicht zu verwechseln ist die Atlas Weyhausen GmbH mit der Atlas GmbH. Beide Unternehmen sind organisatorisch und rechtlich eigenständig. Lediglich der Markenname Atlas wurde bis Ende 2015 von beiden Unternehmen genutzt. Seit Ende 2015 verwendet Atlas Weyhausen den Markennamen Weycor für seine Produkte.

## Geschichte

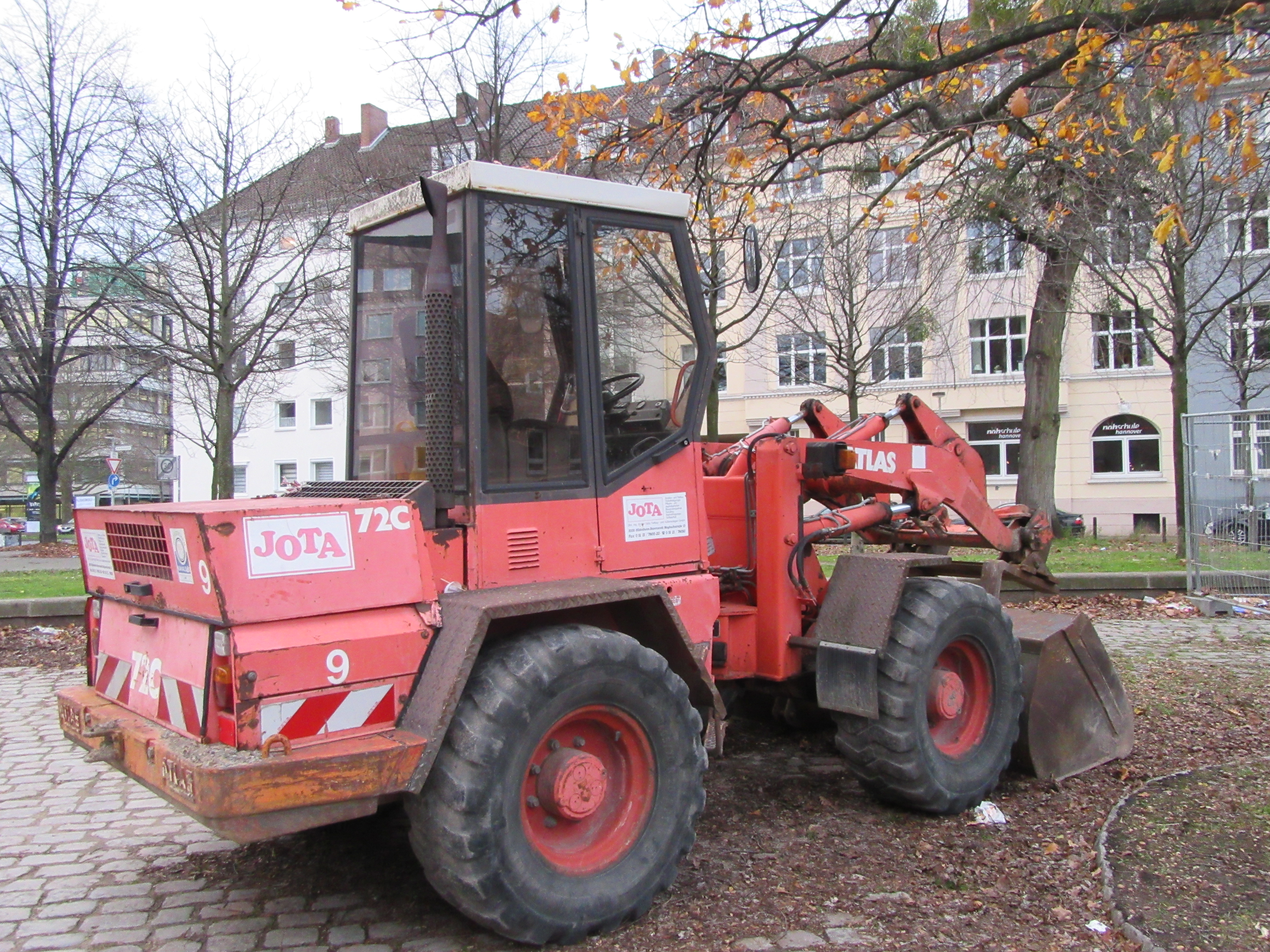
Atlas Radlader AR 72 C
(gebaut von 1988 bis 1989)

Die Ursprünge gehen bis in das Jahr 1919 auf die Gründung des Unternehmens Hinrich Weyhausen KG mit Sitz in Delmenhorst zurück. Ab 1921 erfolgte die Produktion von Landmaschinen, später auch die Herstellung von landwirtschaftlichen Förderanlagen. 1936 wurde das Markenzeichen „Atlas“ erschaffen. Die ersten hydraulischen Kräne für die Landwirtschaft wurden 1945 produziert. Fünf Jahre später folgte der erste voll hydraulische Bagger.
Geschützt durch zahlreiche Patente nahm der Hersteller bereits in den 1960er Jahren eine international führende Stellung im Bau von Hydraulikbaggern ein und beschäftigte 1962 rund 1000 Mitarbeiter in den Werken Vechta, Ganderkesee und Löningen. Im Jahr 1969 starb der Gründer Hinrich Weyhausen, und sein Sohn Günter Weyhausen übernahm die Geschäftsführung der Hinrich Weyhausen KG.
Der Bruder von Günter Weyhausen, Friedrich Weyhausen, gründete 1971 unter dem Namen F. Weyhausen GmbH & Co. KG ein eigenständiges Schwesterunternehmen zur Hinrich Weyhausen KG. Dieses Unternehmen richtete den Sitz in Wildeshausen ein und eröffnete ein Werk in Westerstede zur Produktion von Radladern und Baggerladern.
1986 erfolgte die Umfirmierung der Hinrich Weyhausen KG in Atlas Weyhausen GmbH. Das Unternehmen geriet 1999 in finanzielle Schwierigkeiten und wurde an die EDER Handel und Beteiligungen GmbH veräußert, welche es 2001 an den US-amerikanischen Baumaschinenhersteller Terex aus Westport weiterverkaufte. Es erfolgte die Umbenennung in Atlas-Terex GmbH.
Die F. Weyhausen GmbH & Co. KG existierte weiter und wurde 2010 im Zuge eines Rechtsformwechsels in Atlas Weyhausen GmbH umbenannt (der Firmenname war seit 2001 durch den Verkauf des Schwesterunternehmens an Terex wieder frei). Seit Ende 2015 werden die Radlader unter der Marke Weycor verkauft. Der Name Atlas bzw. der ab 2013 übergangsweise genutzte Name Atlas-Weycor darf aus markenrechtlichen Gründen nicht mehr verwendet werden. Die Rechte an der Marke Atlas liegen bei der Atlas GmbH. Der Name Weycor ist ein Kunstname, der sich aus den ersten Buchstaben des Nachnamens von Firmengründer Friedrich Weyhausen und der lateinischen Vokabel „Cor“ (Herz) zusammensetzt.

## Produkte
Das Unternehmen fertigt Kompaktmaschinen für die Erdbewegung sowie für die Verdichtung. Insgesamt 17 verschiedene Radladermodelle (Stand 2024) mit Schaufelinhalten von 0,3 m³ bis 4,5 m³ und Motorleistungen von 25 PS bis 218 PS werden von der Atlas Weyhausen GmbH produziert. Des Weiteren werden sechs Walzenzüge in den Gewichtsklassen von 7 bis 14 t und drei Tandemvibrationswalzen in den Gewichtsklassen von 2,7 bis 3,0 t den Kunden angeboten (Stand 2024).

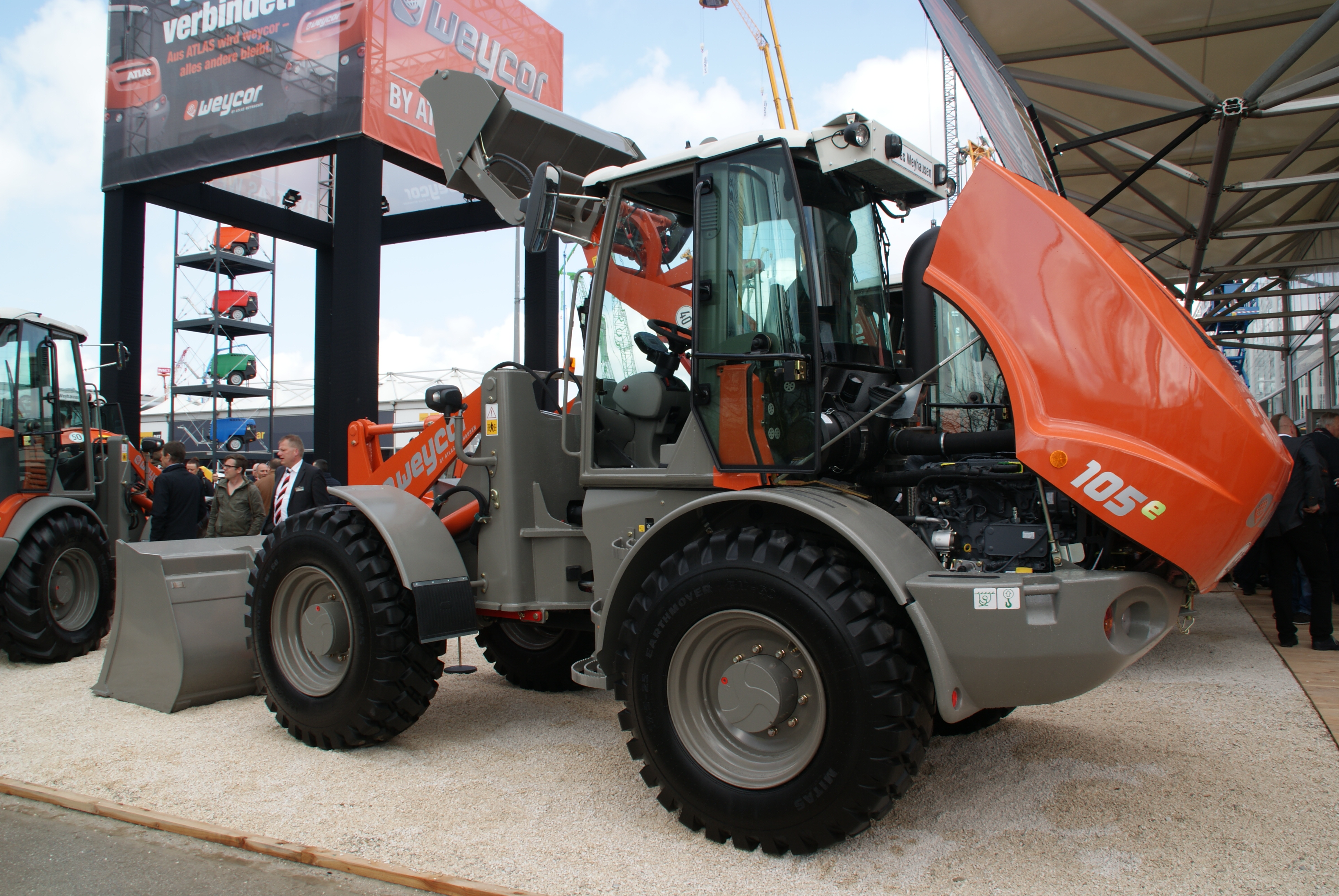
Radlader
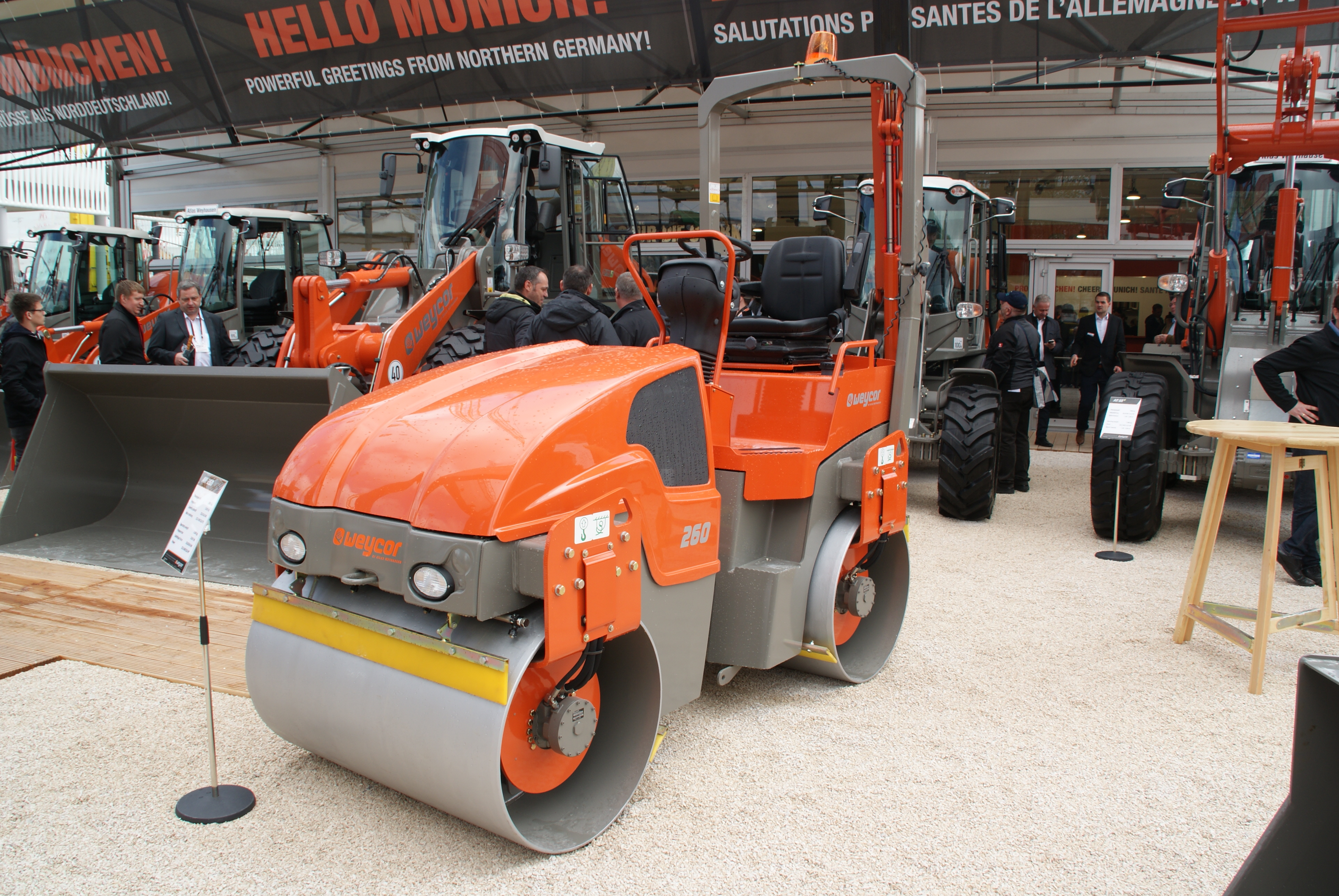
Tandemvibrationswalze
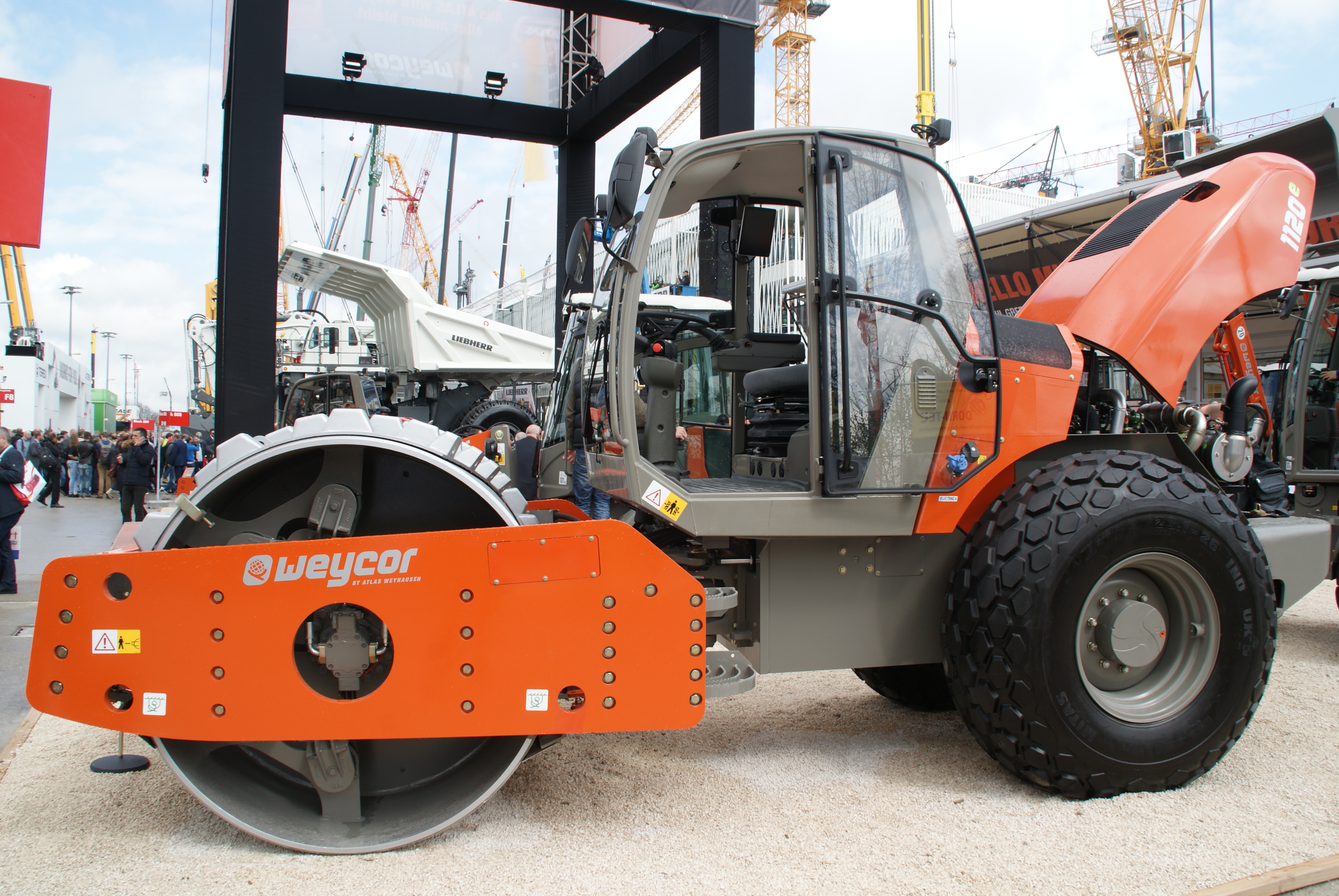
Walzenzug